# Хуснутдинов, Нагим Хайрутдинович
Наги́м Хайрутди́нович Хуснутди́нов (11 апреля 1931, Заиграево — 30 марта 2011, Москва) — советский и российский тренер по боксу. Тренер сборной команды Узбекской ССР, старший тренер боксёрской команды ЦСКА, личный тренер титулованного российского боксёра Матвея Коробова, двукратного чемпиона мира по боксу. Заслуженный тренер России (2006).

## Биография
Нагим Хуснутдинов родился 11 апреля 1931 года в селе Заиграево Бурятской АССР. В молодости сам серьёзно занимался боксом, трижды выигрывал первенство Средней Азии, шесть раз становился чемпионом Узбекской ССР.
В 1956 году окончил Государственный центральный институт физической культуры.
Проходил службу в Вооружённых Силах СССР в Туркестанском военном округе и одновременно с этим осуществлял тренерскую деятельность, занимаясь подготовкой начинающих боксёров, в частности был признан заслуженным тренером Узбекской ССР. Майор в отставке. В течение многих лет в период 1985—2010 годов работал старшим тренером в боксёрской команде ЦСКА.
За долгие годы тренерской работы подготовил многих титулованных боксёров, добившихся успеха на международной арене. Один из самых известных его учеников — заслуженный мастер спорта Матвей Коробов, двукратный чемпион мира, чемпион Европы, обладатель Кубка мира, впоследствии сделавший успешную карьеру среди профессионалов. Хуснутдинов тренировал Коробова более десяти лет и стал для него «вторым отцом». Помимо этого, его воспитанниками являются мастера спорта Максим Чудаков и Александр Иванов. Хуснутдинову доводилось принимать участие в подготовке таких знаменитых советских боксёров как Владимир Шин, Айрат Хаматов и др.
За выдающиеся достижения на тренерском поприще в 2006 году Нагим Хуснутдинов был удостоен почётного звания «Заслуженный тренер России».
Заслуженный работник физической культуры Российской Федерации.
Умер 30 марта 2011 года в возрасте 79 лет.